# Andrée Fauré
Andrée Fauré (1904–1985) foi uma ceramista e designer francesa.
Fauré fazia parte do Atelier Fauré, empresa familiar que produzia peças em cerâmica, localizado em Limoges, na França. O seu pai, Camille Fauré, foi um ceramista notável.
O seu trabalho encontra-se incluído nas colecções do Museu de Belas-Artes de Houston, do Instituto de Artes de Minneapolis, do Museum für Angewandte Kunst de Leipzig, e do Kirkland Museum of Fine &amp; Decorative Art.